# NGC 1805
NGC 1805 ist die Bezeichnung eines offenen Sternhaufens im Sternbild Schwertfisch des New General Catalogues. Der Sternhaufen wurde am 24. September 1826 von James Dunlop mit einem 9-Zoll-Teleskop entdeckt. Das Objekt liegt in der Großen Magellanschen Wolke.